# Alta Silésia

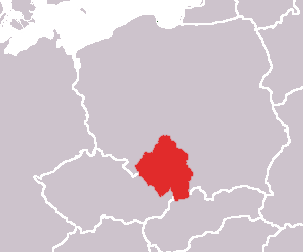
Alta Silésia na Polônia.

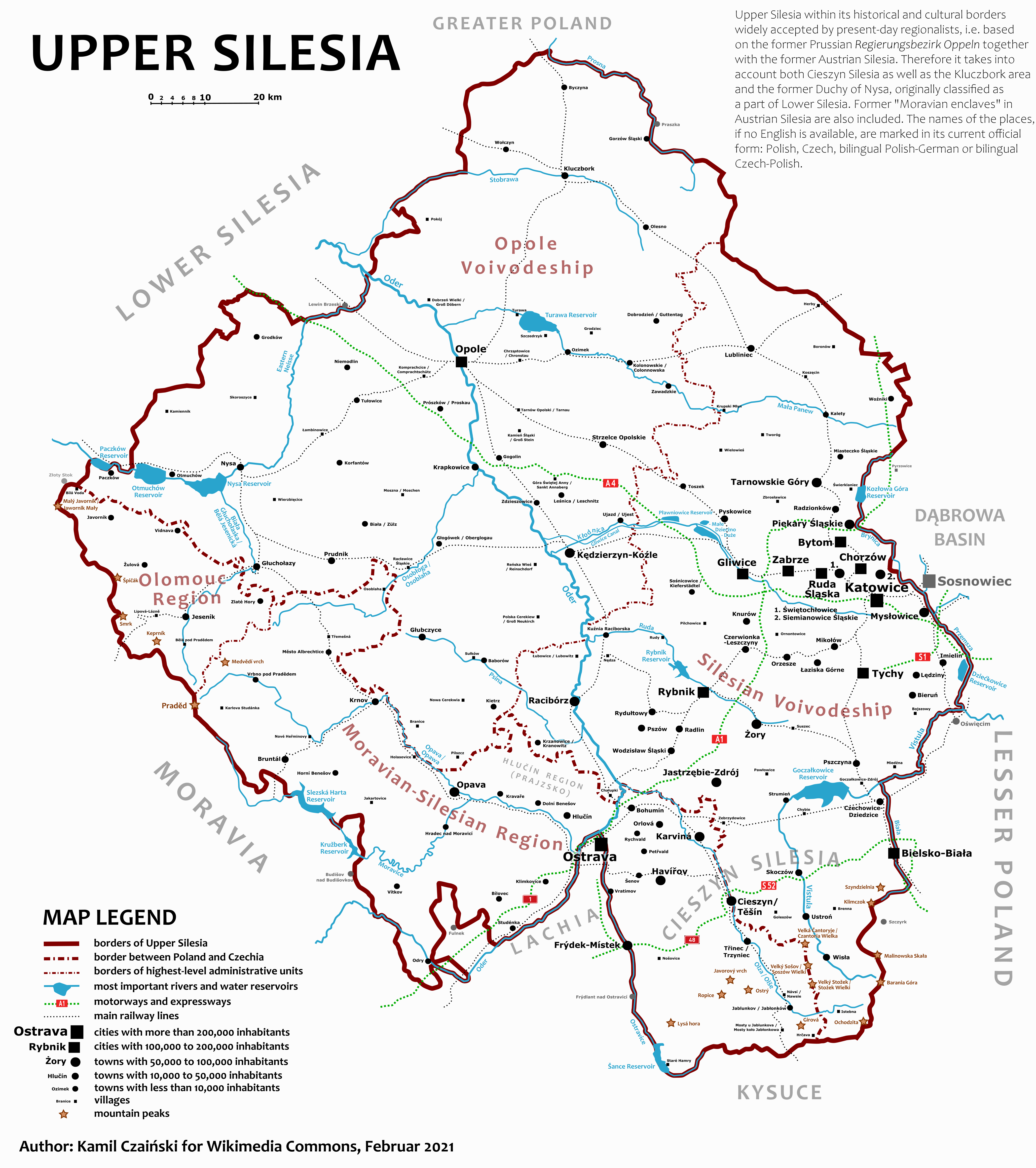
Mapa contemporâneo da Alta Silésia (em inglês).

A Alta Silésia (em silesiano Gōrny Ślōnsk, em polaco Górny Śląsk, em checo Horní Slezsko, em alemão Oberschlesien e latim Silesia Superior) é a parte sudeste da Silésia, uma região histórico-cultural da Polônia (Voivodato de Opole e Voivodato da Silésia) e da República Checa (Região da Morávia-Silésia).

Bandeira

Até 1945 a maior parte da Alta Silésia era parte da Alemanha. A região está situada nas terras altas silesianas, entre os rios Oder e Vístula. A maior cidade é Katowice, capital do Voivodato Silesiano.
A população total da área industrial da Alta Silésia soma 3 487 000 habitantes.

## Maiores cidades
A capital histórica da Alta Silésia é Opole, embora os dois maiores centros urbanos da região sejam Katowice (Polônia) e Ostrava (República Checa). A região industrial da Alta Silésia tem cerca de três milhões de habitantes.
- Katowice (354 200)
- Ostrava (320 000)
- Bytom (227 600)
- Gliwice (214 000)
- Zabrze (201 600)
- Bielsko-Biała (196 307)
- Ruda Śląska (166 300)
- Rybnik (144 300)
- Tychy (140 900)
- Opole (130 600)
- Chorzów (125 800)
- Jastrzębie-Zdrój (103 500)
- Havířov (85 000)
- Mysłowice (80 000)
- Siemianowice Śląskie (78 100)
- Kędzierzyn-Koźle (70 700)
- Tarnowskie Góry (67 200)
- Piekary Śląskie (67 200)
- Żory (66 300)
- Racibórz (65 100)
- Karviná (64 200)
- Opava (62 000)
- Świętochłowice (59 600)
- Wodzisław Śląski (50 500)
- Nysa (49 000)
- Mikołów (38 900)
- Cieszyn (37 300)
- Orlová (35 900)
- Czechowice-Dziedzice (35 600)
- Pszczyna (34 600)
- Kluczbork (26 900)
- Lubliniec (26 900)
- Český Těšín (26 300)
- Krnov (25 400)
- Prudnik (24 300)
- Rydułtowy (24 100)
- Łaziska Górne (23 000)
- Bohumín (22 894)
- Bieruń (22 100)
- Pyskowice (21 900)
- Strzelce Opolskie (21 900)

## Imagens

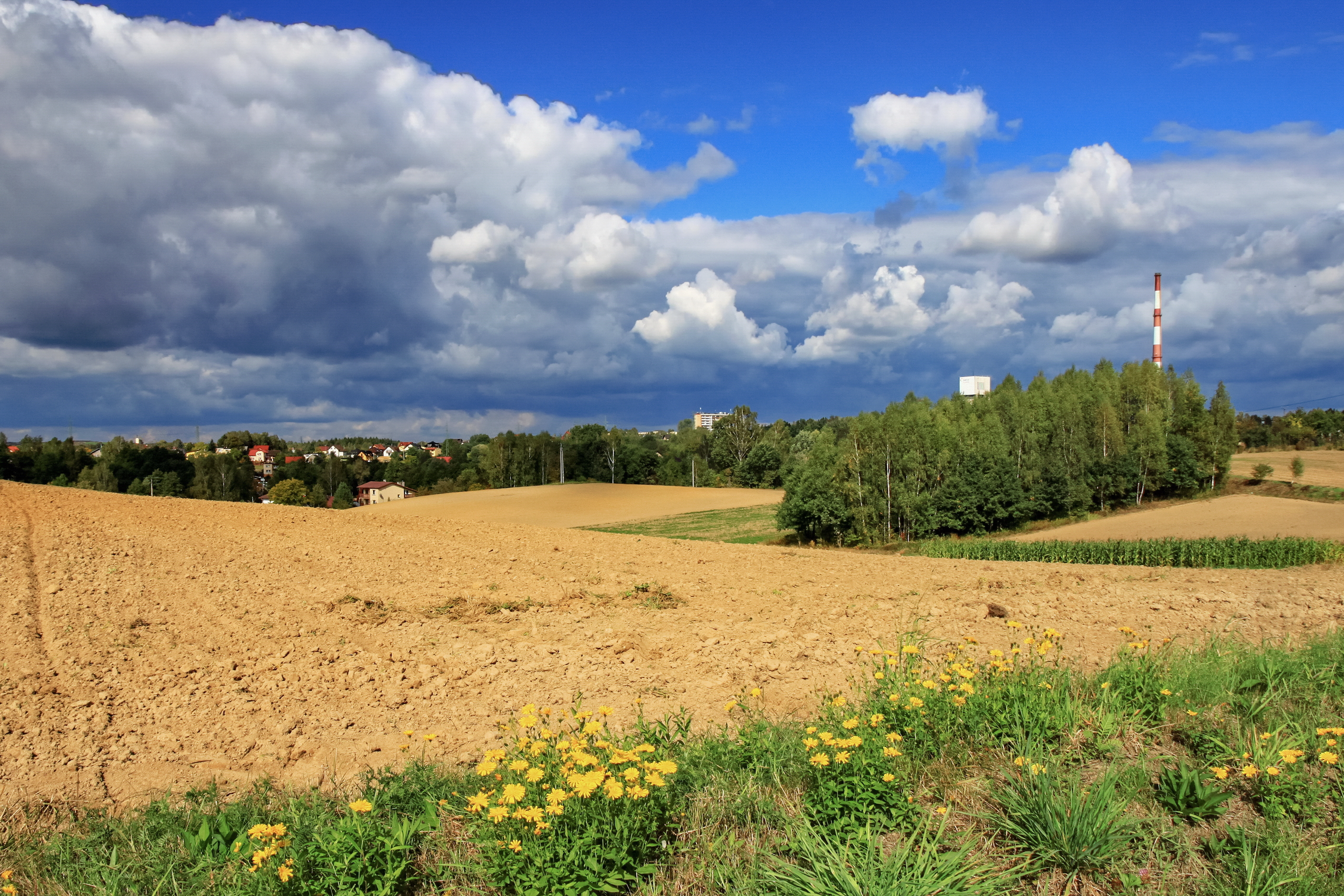
Jastrzębie Zdrój
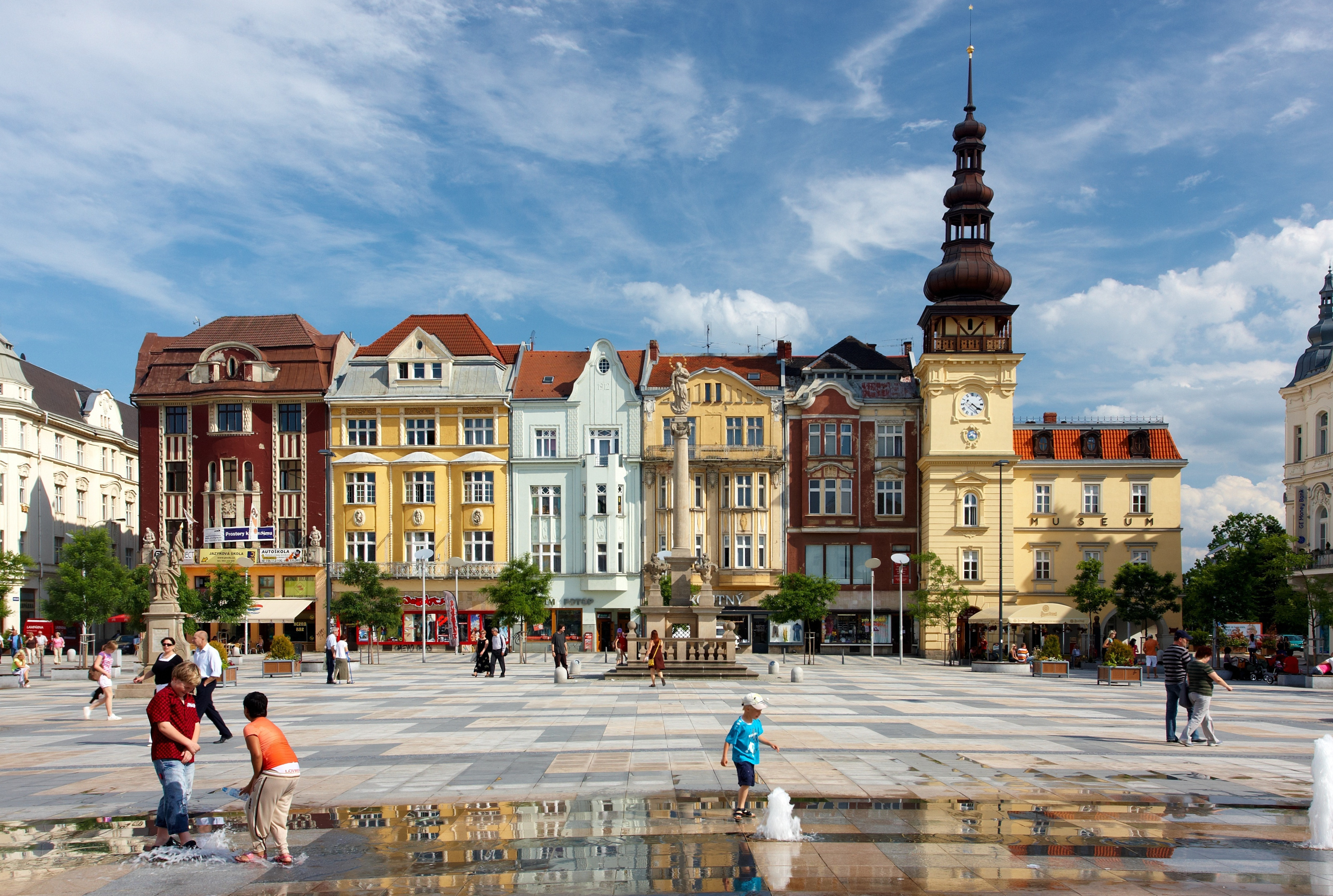
Ostrava
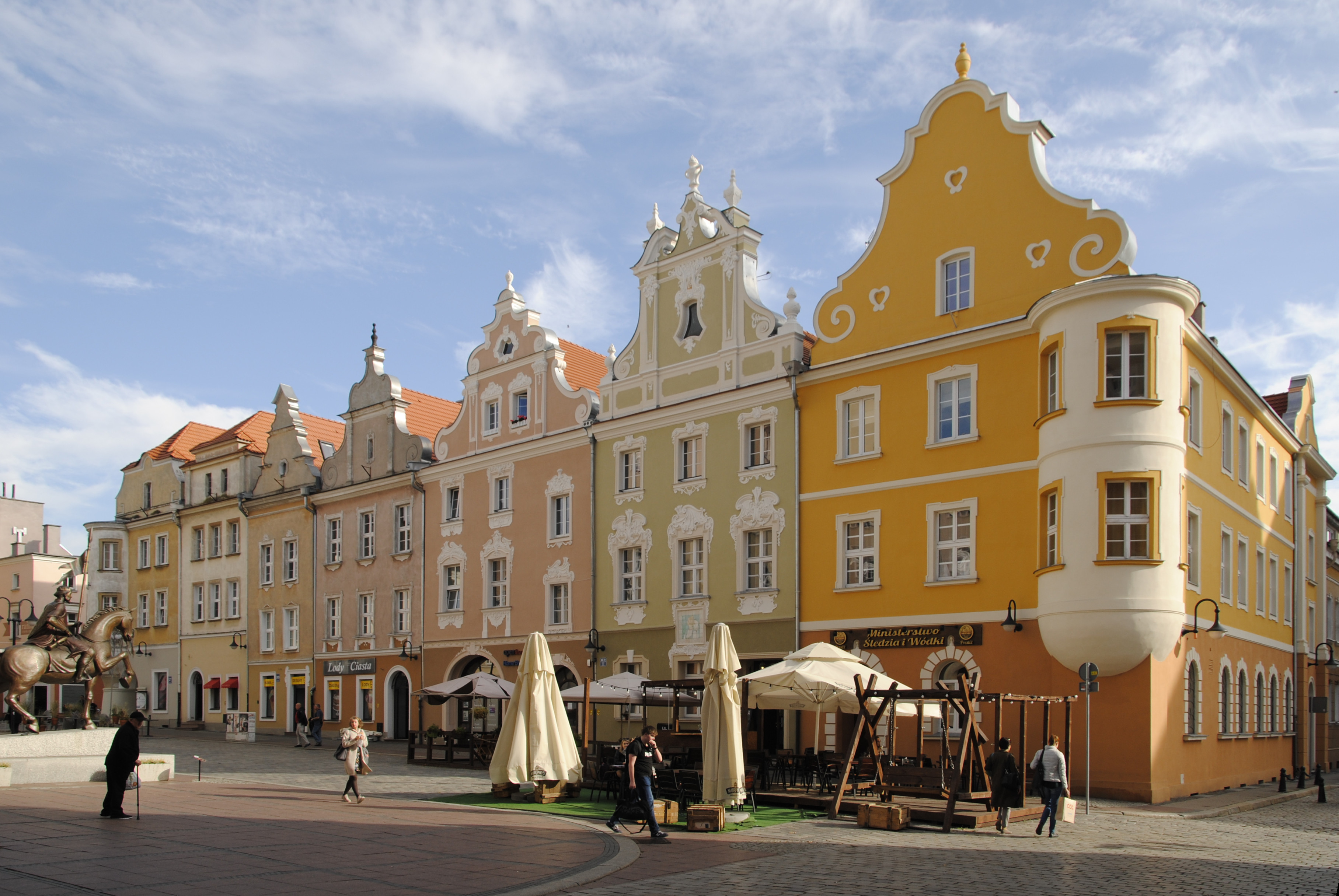
Opole
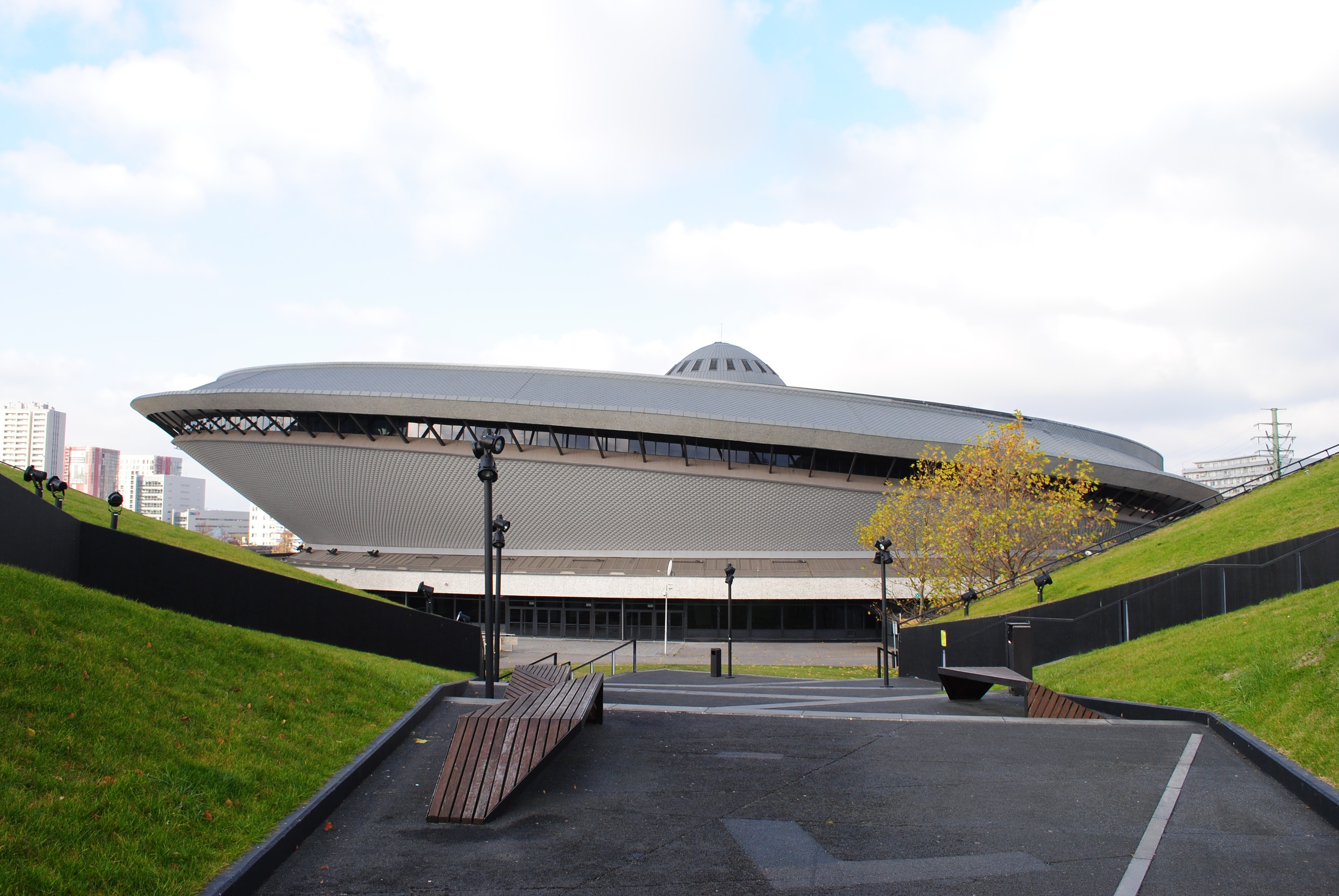
Katowice
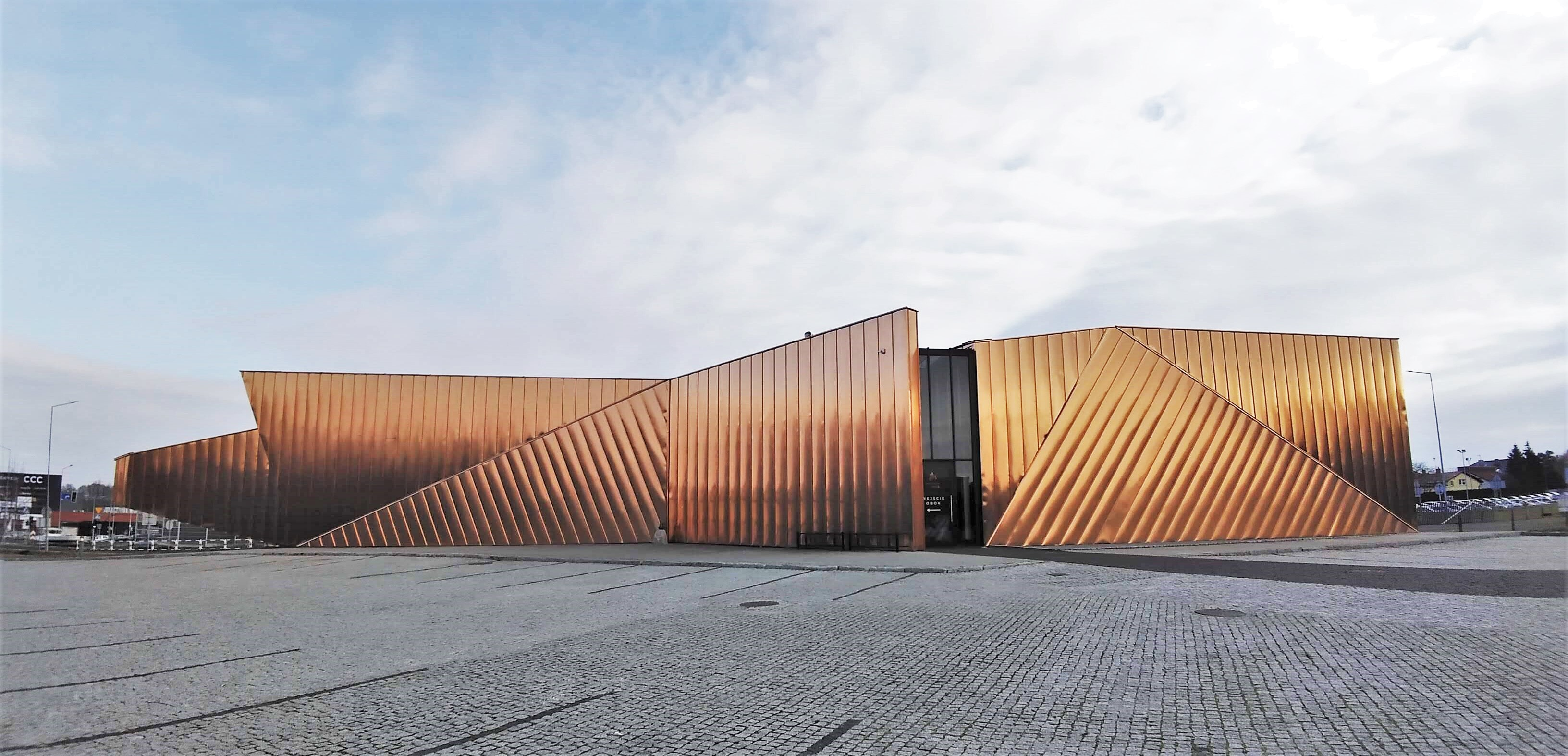
Żory